# Campionati del mondo juniores di atletica leggera 2010
I Campionati del mondo juniores di atletica leggera 2010 (13ª edizione) si sono svolti a Moncton (Canada), dal 19 al 25 luglio 2010. La cerimonia d'apertura si è svolta il 19 luglio.
Questi campionati sono stati assegnati alla città di Moncton (Canada atlantico) nel 2006. Si svolgono sul campus dell'università di Moncton, nello stadio Moncton 2010, costruito per l'occasione (10.000 posti a sedere). 170 nazioni partecipano, con un totale di 1.450 atleti per 44 discipline diverse, 22 per ragazzi e 22 per ragazze. È la seconda volta che la competizione si svolge in Canada dopo l'edizione del 1988 a Sudbury.
La competizione è stata aperta la sera del 19 luglio, dopo uno spettacolo di 90 minuti, dal primo ministro canadese Stephen Harper.

## Medagliati

### Uomini
| Specialità | Oro                                                                    | Prestazione | Argento                                                          | Prestazione | Bronzo                                                                 | Prestazione |
| Corse piane |                                                                        |             |                                                                  |             |                                                                        |             |
| 100 m | Dexter Lee                                                             | 10"21       | Charles Silmon                                                   | 10"23       | Jimmy Vicaut                                                           | 10"28       |
| 200 m | Shōta Iizuka                                                           | 20"67       | Aliaksandr Linnik                                                | 20"89       | Aaron Brown                                                            | 21"06       |
| 400 m | Kirani James                                                           | 45"89       | Marcell Deák-Nagy                                                | 46"09       | Errol Nolan                                                            | 46"36       |
| 800 m | David Mutinda Mutua                                                    | 1'46"41     | Casimir Loxsom                                                   | 1'46"57     | Robby Andrews                                                          | 1'47"00     |
| 1.500 m | Caleb Mwangangi Ndiku                                                  | 3'37"30     | Abderrahmane Anou                                                | 3'38"86     | Mohammad Al-Garni                                                      | 3'38"91     |
| 5.000 m | David Kiprotich Bett                                                   | 13'23"67    | John Kipkoech                                                    | 13'26"03    | Aziz Lahbabi                                                           | 13'28"92    |
| 10.000 m | Dennis Chepkongin Masai                                                | 27'53"88    | Gebretsadik Abraha                                               | 28'03"45    | Paul Kipchumba Lonyangata                                              | 28'14"55    |
| 10.000 m marcia | Valery Filipchuk                                                       | 40'43"17"   | Cai Zelin                                                        | 40'43"58    | Petr Bogatyrev                                                         | 40'50"37    |
| Corse a ostacoli |                                                                        |             |                                                                  |             |                                                                        |             |
| 110 hs (99 cm) | Pascal Martinot-Lagarde                                                | 13"52       | Vladimir Vukicevic                                               | 13"59       | Jack Meredith                                                          | 13"59       |
| 400 hs | Jehue Gordon                                                           | 49"30       | Takatoshi Abe                                                    | 49"46       | Leslie Murray                                                          | 50"22       |
| 3.000 siepi | Jonathan Muia Ndiku                                                    | 8'23"48     | Albert Kiptoo Yator                                              | 8'33"55     | Jacob Araptany                                                         | 8'37"02     |
| Salti |                                                                        |             |                                                                  |             |                                                                        |             |
| Salto in alto | Mutaz Essa Barshim                                                     | 2,30 m      | David Adley Smith                                                | 2,24 m      | Naoto Tobe                                                             | 2,21 m      |
| Salto con l'asta | Anton Ivakin                                                           | 5,50 m      | Claudio Stecchi                                                  | 5,40 m      | Andrew Sutcliffe                                                       | 5,35 m      |
| Salto in lungo | Luvo Manyonga                                                          | 7,99 m      | Eusebio Cáceres                                                  | 7,90 m      | Taylor Stewart                                                         | 7,63 m      |
| Salto triplo | Aleksej Fëdorov                                                        | 16,68 m     | Ernesto Revé                                                     | 16,47 m     | Omar Craddock                                                          | 16,23 m     |
| Lanci |                                                                        |             |                                                                  |             |                                                                        |             |
| Getto del peso (6 kg) | Jacko Gill                                                             | 20,76 m     | Božidar Antunović                                                | 20,20 m     | Ding Yongheng                                                          | 20,14 m     |
| Lancio del disco (1,750 kg) | Andrius Gudžius                                                        | 63,78 m     | Andrei Gag                                                       | 61,85 m     | Julian Wruck                                                           | 62,09 m     |
| Lancio del giavellotto | Till Wöschler                                                          | 82,52 m     | Genki Dean                                                       | 76,44 m     | Dmitri Tarabin                                                         | 76,42 m     |
| Lancio del martello (6 kg) | Conor McCullough                                                       | 80,76 m     | Ákos Hudi                                                        | 78,37 m     | Alaa El-Din El-Ashry                                                   | 76,66 m     |
| Prove multiple |                                                                        |             |                                                                  |             |                                                                        |             |
| Decathlon (junior) | Kévin Mayer                                                            | 7.928 p.    | Il'ja Škurenëv                                                   | 7.830 p.    | Marcus Nilsson                                                         | 7.751 p.    |
| Staffette |                                                                        |             |                                                                  |             |                                                                        |             |
| Staffetta 4×100 m | Stati Uniti Michael Granger Charles Silmon Eric Harris Oliver Bradwell | 38"93       | Giamaica Brandon Tomlinson Bernardo Brady Odane Skeen Dexter Lee | 39"55       | Trinidad e Tobago Jamol James Sabian Cox Moriba Morain Shermund Allsop | 39"72       |
| Staffetta 4×400 m | Stati Uniti Joshua Mance Errol Nolan David Verburg Michael Berry       | 3'04"76     | Nigeria Japhet Samuel Tobi Ogunmola Jonathan Nmaju Salihu Isah   | 3'06"36     | Regno Unito Nathan Wake Dan Putnam Sebastian Rodger Jack Green         | 3'06"49     |
| record mondiale; record mondiale stagionale; miglior prestazione mondiale under 20; miglior prestazione mondiale stagionale under 20; record africano; record asiatico; record europeo; record nord-centroamericano e caraibico; record sudamericano; record oceaniano; record dei campionati; record nazionale; record nazionale under 20; record personale; record personale stagionale. |                                                                        |             |                                                                  |             |                                                                        |             |

### Donne
| Specialità | Oro                                                                       | Prestazione | Argento                                                                          | Prestazione | Bronzo                                                                  | Prestazione |
| Corse piane |                                                                           |             |                                                                                  |             |                                                                         |             |
| 100 m | Jodie Williams                                                            | 11"40       | Takeia Pinckney                                                                  | 11"49       | Jamile Samuel                                                           | 11"56       |
| 200 m | Stormy Kendrick                                                           | 22"99       | Jodie Williams                                                                   | 23"19       | Jamile Samuel                                                           | 23"27       |
| 400 m | Shaunae Miller                                                            | 52"52       | Margaret Etim                                                                    | 53"05       | Bianca Răzor                                                            | 53"17       |
| 800 m | Elena Mirela Lavric                                                       | 2'01"85     | Cherono Koech                                                                    | 2'02"29     | Annett Negesa                                                           | 2'02"51     |
| 1.500 m | Tizita Bogale                                                             | 4'08"06     | Ciara Mageean                                                                    | 4'09"51     | Nancy Chepkwemoi                                                        | 4'11"04     |
| 3.000 m | Mercy Cherono                                                             | 8'55"07     | Emebet Anteneh                                                                   | 8'55"24     | Layes Abdullayeva                                                       | 8'55"33     |
| 5.000 m | Genzebe Dibaba                                                            | 15'08"06    | Mercy Cherono                                                                    | 15'09"19    | Alice Aprot Nawowuna                                                    | 15'17"39    |
| 10.000 m marcia | Elena Lashmanova                                                          | 44'11"90    | Anna Lukyanova                                                                   | 44'17"98    | Kumiko Okada                                                            | 45'56"15    |
| Corse a ostacoli |                                                                           |             |                                                                                  |             |                                                                         |             |
| 100 hs | Isabelle Pedersen                                                         | 13"30       | Jenna Pletsch                                                                    | 13"35       | Miriam Hehl                                                             | 13"46       |
| 400 hs | Vera Rudakova                                                             | 57"16       | Evonne Britton                                                                   | 57"32       | Shiori Miki                                                             | 57"35       |
| 3.000 siepi | Purity Cherotich Kirui                                                    | 9'36"34     | Birtukan Adamu                                                                   | 9'43"23     | Lucia Kamene Muangi                                                     | 9'43"71     |
| Salti |                                                                           |             |                                                                                  |             |                                                                         |             |
| Salto in alto | Marija Vuković                                                            | 1,91 m      | Airinė Palšytė                                                                   | 1,89 m      | Elena Vallortigara                                                      | 1,89 m      |
| Salto con l'asta | Angelica Bengtsonn                                                        | 4,25 m      | Victoria von Eynatten                                                            | 4,20 m      | Holly Bleasdale                                                         | 4,15 m      |
| Salto in lungo | Irisdaymi Herrera                                                         | 6,41 m      | Wang Wupin                                                                       | 6,23 m      | Marharyta Tverdohlib                                                    | 6,20 m      |
| Salto triplo | Dailenys Alcántara                                                        | 14,09 m     | Laura Samuel                                                                     | 13,75 m     | Deng Lina                                                               | 13,72 m     |
| Lanci |                                                                           |             |                                                                                  |             |                                                                         |             |
| Getto del peso | Geísa Arcanjo                                                             | 17,02 m     | Meng Qianqian                                                                    | 16,94 m     | Cui Shuang                                                              | 16,13 m     |
| Lancio del disco | Yaime Pérez                                                               | 56,01 m     | Erin Pendleton                                                                   | 54,96 m     | Yuliya Kurylo                                                           | 53,96 m     |
| Lancio del giavellotto | Sanni Utriainen                                                           | 56,69 m     | Līna Mūze                                                                        | 56,64 m     | Tazmin Brits                                                            | 54,55 m     |
| Lancio del martello | Sophie Hitchon                                                            | 66,01 m     | Barbara Špiler                                                                   | 65,28 m     | Zhang Li                                                                | 63,96 m     |
| Prove multiple |                                                                           |             |                                                                                  |             |                                                                         |             |
| Eptathlon | Dafne Schippers                                                           | 5.967 p.    | Sara Gambetta                                                                    | 5.770 p.    | Helga Margrét Thorsteinsdóttir                                          | 5.706 p.    |
| Staffette |                                                                           |             |                                                                                  |             |                                                                         |             |
| Staffetta 4×100 m | Stati Uniti Stormy Kendrick Takeia Pinckney Dezerea Bryant Ashley Collier | 43"44       | Germania Nadja Bahl Leena Günther Tatjana Pinto Stefanie Pähler                  | 43"74       | Paesi Bassi Dafne Schippers Loreanne Kuhurima Eva Lubbers Jamile Samuel | 44"09       |
| Staffetta 4×400 m | Stati Uniti Diamond Dixon Stacey-Ann Smith Laura Roesler Regina George    | 3'31"20     | Nigeria Nkiruka Florence Uwakwe Bukola Abogunloko Chizoba Okodogbe Margaret Etim | 3'31"84     | Giamaica Jody Ann Muir Janieve Russell Natoya Goule Chris-Ann Gordon    | 3'32"24     |
| record mondiale; record mondiale stagionale; miglior prestazione mondiale under 20; miglior prestazione mondiale stagionale under 20; record africano; record asiatico; record europeo; record nord-centroamericano e caraibico; record sudamericano; record oceaniano; record dei campionati; record nazionale; record nazionale under 20; record personale; record personale stagionale. |                                                                           |             |                                                                                  |             |                                                                         |             |

## Medagliere

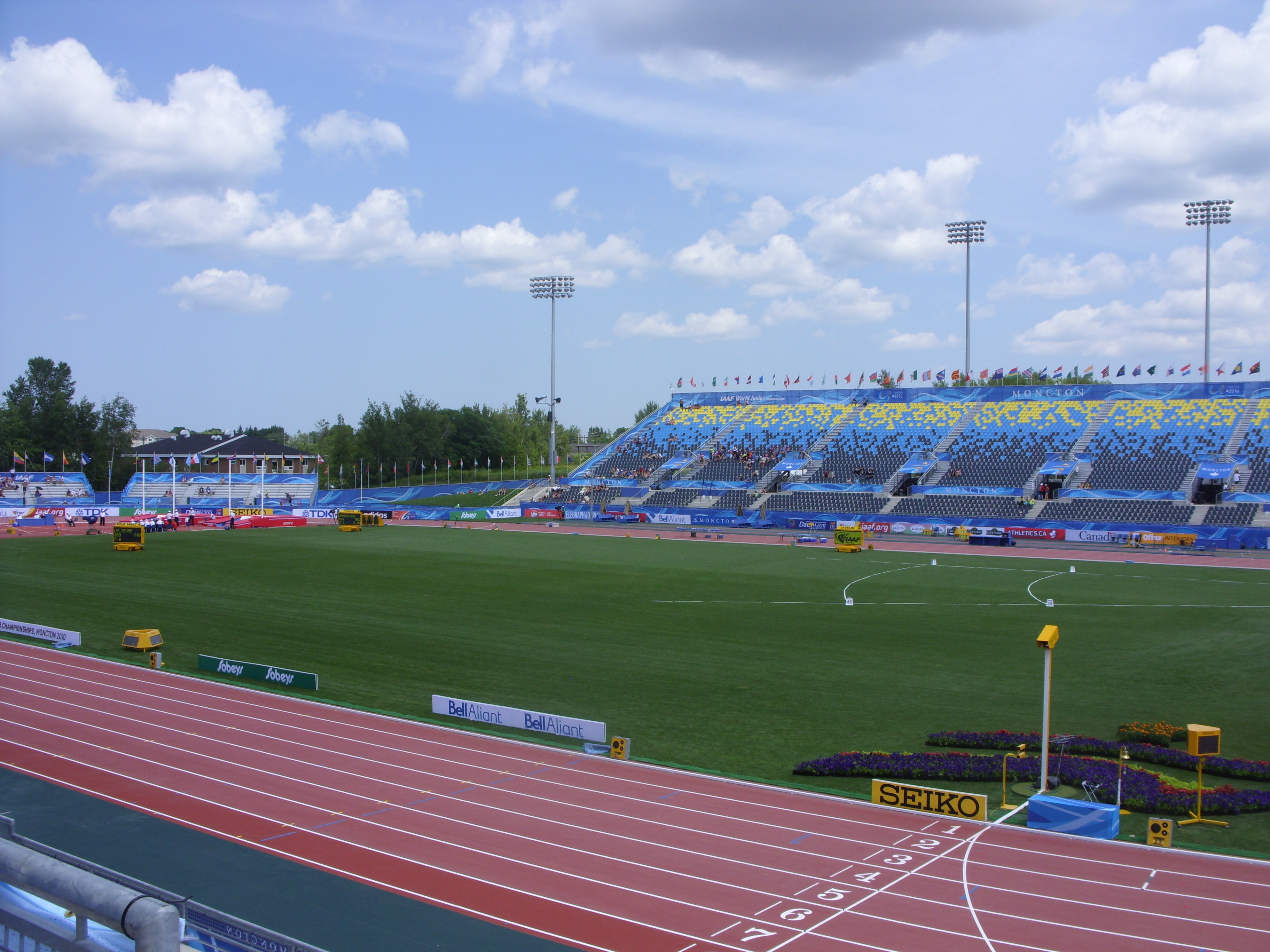
Lo stadio di Moncton, costruito appositamente per questi campionati.

| Posizione | Paese                   | Oro | Argento | Bronzo | Totale |
| --------- | ----------------------- | --- | ------- | ------ | ------ |
| 1         | Kenya                   | 7   | 4       | 4      | 15     |
| 2         | Stati Uniti             | 6   | 6       | 3      | 15     |
| 3         | Russia                  | 5   | 2       | 2      | 9      |
| 4         | Cuba                    | 3   | 1       | 0      | 4      |
| 5         | Etiopia                 | 2   | 3       | 0      | 5      |
| 6         | Regno Unito             | 2   | 2       | 4      | 8      |
| 7         | Francia                 | 2   | 0       | 1      | 3      |
| 8         | Germania                | 1   | 4       | 1      | 6      |
| 9         | Giappone                | 1   | 2       | 3      | 6      |
| 10        | Giamaica                | 1   | 1       | 1      | 3      |
| 10        | Romania                 | 1   | 1       | 1      | 3      |
| 12        | Lituania                | 1   | 1       | 0      | 2      |
| 12        | Norvegia                | 1   | 1       | 0      | 2      |
| 14        | Paesi Bassi             | 1   | 0       | 3      | 4      |
| 15        | Qatar                   | 1   | 0       | 1      | 2      |
| 15        | Sudafrica               | 1   | 0       | 1      | 2      |
| 15        | Svezia                  | 1   | 0       | 1      | 2      |
| 15        | Trinidad e Tobago       | 1   | 0       | 1      | 2      |
| 19        | Bahamas                 | 1   | 0       | 0      | 1      |
| 19        | Brasile                 | 1   | 0       | 0      | 1      |
| 19        | Finlandia               | 1   | 0       | 0      | 1      |
| 19        | Grenada                 | 1   | 0       | 0      | 1      |
| 19        | Montenegro              | 1   | 0       | 0      | 1      |
| 19        | Nuova Zelanda           | 1   | 0       | 0      | 1      |
| 25        | Cina                    | 0   | 3       | 4      | 7      |
| 26        | Nigeria                 | 0   | 3       | 0      | 3      |
| 27        | Ungheria                | 0   | 2       | 0      | 2      |
| 28        | Italia                  | 0   | 1       | 1      | 2      |
| 29        | Algeria                 | 0   | 1       | 0      | 1      |
| 29        | Bielorussia             | 0   | 1       | 0      | 1      |
| 29        | Irlanda                 | 0   | 1       | 0      | 1      |
| 29        | Lettonia                | 0   | 1       | 0      | 1      |
| 29        | Serbia                  | 0   | 1       | 0      | 1      |
| 29        | Slovenia                | 0   | 1       | 0      | 1      |
| 29        | Spagna                  | 0   | 1       | 0      | 1      |
| 36        | Canada                  | 0   | 0       | 2      | 2      |
| 36        | Ucraina                 | 0   | 0       | 2      | 2      |
| 36        | Uganda                  | 0   | 0       | 2      | 2      |
| 39        | Australia               | 0   | 0       | 1      | 1      |
| 39        | Azerbaigian             | 0   | 0       | 1      | 1      |
| 39        | Egitto                  | 0   | 0       | 1      | 1      |
| 39        | Islanda                 | 0   | 0       | 1      | 1      |
| 39        | Isole Vergini Americane | 0   | 0       | 1      | 1      |
| 39        | Marocco                 | 0   | 0       | 1      | 1      |
| Totale    | Totale                  | 44  | 44      | 44     | 132    |